# Teofil
Teofil je staré mužské křestní jméno řeckého původu. Pochází z překladu řeckého jména Theophilos, které se vykládá jako milovník Boha, milý Bohu či přítel Boha. Překladem tohoto jména do češtiny vzniklo jméno Bohumil. Svátek slaví buďto dne 5. března, nebo 3. listopadu.
Svatý Teofil byl římskokatolický světec a biskup, umučený v roce 195. Další světec s tímto jménem byl (spolu s Helladiem) umučen ve 4. století v Libyi. Zmínka o jistém Teofilovi je i v Novém zákoně, jde o muže, kterému evangelista Lukáš věnoval svoje evangelium a Skutky apoštolů.
Ženská, nepříliš častá varianta tohoto jména je Teofila, k roku 2016 žily v Česku dvě nositelky tohoto jména. V Česku existuje rovněž příjmení Teofil, které vlastní 27 nositelů, 25 žen pak nosí příjmení Teofilová.

## Domácké podoby
Mezi domácké podoby jména Teofil patří např. Teo, Teofilek, Teoš, Fil, Filda, Filek apod.

## Počet nositelů
K roku 2014 žilo na světě přibližně 5 828 nositelů jména Teofil. Jméno Teofil je nejvíce rozšířeno v Rumunsku, kde žije 3 359 nositelů a jde tak o 530. nejčastější jméno. Dále je jméno rozšířeno v Polsku a na Slovensku (tam jde o 470. nejčastější jméno).
Více rozšířené jsou varianty v jiných pravopisech než českých, kterých existuje celá řada. K roku 2014 žilo na světě přibližně 11 412 nositelů jména Theophil, nejvíce z nich v Konžské demokratické republice a Tanzanii. V Evropě je toto jméno nejvíce rozšířeno v Německu. V Africe je rovněž rozšířena varianta Theophile, kterou má 157 984 nositelů, nejvíce opět v KDR. V Evropě je toto jméno nejvíce rozšířeno ve Francii. Varianta Theophilus má 103 803 nositelů a je opět nejvíce rozšířena v Africe, tentokrát konkrétně v Ghaně. 212 821 lidí nosí jméno Teofilo, které je nejvíce rozšířeno v zemích Latinské Ameriky a na Filipínách.

## Popularita
V Česku jméno nikdy nebylo příliš časté ani oblíbené, a to jak v minulosti, tak i v současnosti. K roku 2016 žilo v Česku 40 nositelů jména Teofil, přičemž průměrný věk byl vysoký (72 let). Počet žijících nositelů stále klesá, v roce 2010 žilo v Česku 65 nositelů, v roce 2013 klesl počet pod 50 nositelů. Nejvíce nositelů žijících k roku 2016 se narodilo v roce 1942 (čtyři), kromě tohoto roku a let 1939, 1943 a 1948 se nikdy nenarodili více než dva nositelé za rok. Nejmladší nositel tohoto jména se narodil v roce 2003 (jako jediný ve 21. století).

## Významné osobnosti
- Theofil Alexandrijský – křesťanský duchovní, 23. alexandrijský patriarcha
- Teofilo Folengo – italský básník
- Teofil Klas – slovenský překladatel
- Teofil Kotykiewicz – polský stavitel varhan a harmonií
- Teofil Kwiatkowski – polský malíř
- Teofil Lenartowicz – polský etnograf, sochař a básník
- Teofil Mackowski – český fotbalový útočník
- Teofilius Matulionis – litevský římskokatolický duchovní
- Teofil Merunowicz – rakouský novinář a politik polské národnosti
- Teofil Okunevskyj – rakouský politik ukrajinské národnosti
- Teofil Pavlykiv – rakouský řeckokatolický duchovní rusínské národnosti
- Teofil Simionovici – rakouský právník a politik rumunské národnosti
- Teofilo Spasojević – srbský (jugoslávský) fotbalista